# Gruppo di Coimbra
Il Gruppo di Coimbra (CG) è una rete universitaria europea che raggruppa 39 università, alcune delle quali tra le più antiche e prestigiose in Europa, fondata nel 1985 e formalmente costituita nel 1987.
Il gruppo prende il nome dalla città di Coimbra, Portogallo e dall'università ivi situata, essa stessa tra le più antiche in Europa. L'Università di Coimbra ha celebrato il suo 700º anniversario nello stesso anno in cui il gruppo è stato fondato.

## Missione
Il Gruppo di Coimbra è:
(Coimbra Group)

## Membri
Austria
- Università di Graz

 Belgio
- Katholieke Universiteit Leuven (KU Leuven)
- Université catholique de Louvain (UCLouvain)

 Rep. Ceca
- Università Carlo IV di Praga

 Danimarca
- Università di Aarhus

 Estonia
- Università di Tartu

 Finlandia
- Università Åbo Akademi
- Università di Turku

 Francia
- Università di Montpellier
- Università di Poitiers

 Germania
- Università di Colonia
- Università Georg-August di Gottinga
- Università Ruprecht Karl di Heidelberg
- Università Friedrich Schiller di Jena
- Università di Würzburg

 Spagna
- Università di Barcellona
- Università di Granada
- Università di Salamanca

 Ungheria
- Università Loránd Eötvös

 Irlanda
- Università Nazionale d'Irlanda (Galway)
- Trinity College di Dublino

 Italia
- Università di Bologna
- Università di Padova
- Università di Pavia
- Università di Siena

 Lituania
- Università di Vilnius

 Paesi Bassi
- Università di Groninga
- Università di Leida

 Norvegia
- Università di Bergen

 Polonia
- Università Jagellonica

 Portogallo
- Università di Coimbra

 Romania
- Università Alexandru Ioan Cuza

 Russia
- Università statale di San Pietroburgo

 Svezia
- Università di Uppsala

 Svizzera
- Università di Ginevra

 Turchia
- Università di Istanbul

 Regno Unito
- Università di Bristol
- Università di Durham
- Università di Edimburgo